# Premis Catalunya Construcció
Els Premis Catalunya Construcció són uns premis que des de l'any 2004, convoca el Col·legi de l'Arquitectura Tècnica de Barcelona, amb el suport del Consell de l’Arquitectura Tècnica de Catalunya i l'Arquinfad, amb l'objectiu de reconèixer l'esforç dels professionals i empresaris del sector a Catalunya.
Es premien 9 categories professionals:
1. Direcció de l’Execució i Gestió de l’Obra.[1]
2. Direcció Integrada de Projecte
3. Coordinació de Seguretat i Salut
4. Innovació en la Construcció
5. Rehabilitació Patrimonial
6. Rehabilitació Funcional
7. Rehabilitació Energètica
8. Treball Final de Grau[2]
9. Premi Especial a la Trajectòria Professiona.[3]

El jurat dels Premis Catalunya Construcció està format per set persones del món professional, empresarial i acadèmic. Organitzats pel Cateb i oberts a tots els professionals de la construcció, els premis s'han consolidat com una referència de qualitat i prestigi entre el col·lectiu professional i en tot el sector i han anat adquirint amb el temps un important valor de currículum per als seleccionats, finalistes i guardonats. Durant els seus primers 10 anys, es van presentar més de mil candidatures. Entre els edificis premiats, el 2015 es va premiar a dues biblioteques públiques catalanes.
Els guardons dels Premis Catalunya Construcció consisteixen en la reproducció d'una escultura dissenyada per Joan Brossa i als finalistes i guanyadors se’ls lliura un diploma acreditatiu. La participació en els premis és gratuïta.